# Hindoloides bipunctata
Hindoloides bipunctata is een halfvleugelig insect uit de familie Machaerotidae. De wetenschappelijke naam van deze soort is voor het eerst geldig gepubliceerd in 1924 door Haupt.